# Gaukulturpreis
Gaukulturpreis war der Name einer Reihe von Kulturpreisen, die in der Zeit des Nationalsozialismus durch die Gauleiter der NSDAP verliehen wurden.
- Badischer Gaukulturpreis (gestiftet 1936)
- Kulturpreis des Gaues Hessen-Nassau (gestiftet 1939)
- Kulturpreis des Gaues Westfalen-Nord (gestiftet 1943)
- Kulturpreis des Gaues Westfalen-Süd (gestiftet 1939)
- Gaukulturpreis Elsaß
- Gaukulturpreis Halle-Merseburg (gestiftet 1943)
- Gaukulturpreis von Oberdonau (gestiftet 1941)
- Gaukulturpreis von Sachsen (gestiftet 1943)
- Sudetendeutscher Gaukulturpreis (gestiftet 1939)
- Kunstpreis des Gaues Weser-Ems (gestiftet 1942)
- Kunstpreis des Westmarkgaus (gestiftet 1937)
- Württembergischer Gaukulturpreis (geplant für 1943, sollte den Schwäbischen Dichterpreis ablösen)

(Liste ist unvollständig)
Stifter war jeweils der Gauleiter. Die Auszeichnungen waren jeweils die höchste Auszeichnung des Gaus und richteten sich an Künstler aller Kunstformen. Der Preis war Teil der NS-Propaganda. So legten die Bedingungen des badischen Preises fest „Es werden nur solche Werke ausgezeichnet, die aus dem Geist nationalsozialistischer Weltanschauung entstanden sind.“

## Preisträger (Auswahl)
- Alfred Zschorsch (Düsseldorf, 1938)
- Lulu von Strauß und Torney (Westfalen-Nord, 1943)
- Albert Mazzotti (Westfalen-Nord, 1944)
- Fritz Nölle (Westfalen-Süd, 1944)
- Max Jungnickel (Halle-Merseburg, 1943)
- Alfred Huth (Schleswig-Holstein, 1943)
- August Hinrichs (1943)
- Kurt Arnold Findeisen (Sachsen, 1943)
- Richard Billinger (Oberdonau, 1941)
- Friederike Renate Stolz (Oberdonau, 1941)
- Rudolf Steinbüchler (Oberdonau, 1942)
- Hans Reinthaler (Oberdonau, 1943)
- Hermann Alker (Baden, 1936)
- Friedrich Roth (Baden, 1937)
- Ernst Krieck (Baden, 1938)
- Wilhelm Sauter (Baden, 1939)
- Otto Wacker (Baden, 1940, postum)
- Friedrich Spießer (1942, Elsass)
- Thor Groote (Hessen-Nassau, 1939)
- Fritz Schwarzbeck (Hessen-Nassau, 1940)[1][2]
- Kurt Hessenberg (Hessen-Nassau, 1941)
- Hermann Stahl (Hessen-Nassau, 1943)
- Robert Lindenbaum (Sudetenland, 1940)
- Otto Pietsch (Sudetenland, 1942)
- Wolfgang Drost (Danzig, 1939)[3][4]
- Max Halbe (Danzig, 1939)[3][4]
- Fritz Pfuhle (Danzig, 1939)[3][4]
- August Hinrichs (Weser-Ems, 1943)
- Karl Schäfer (Weser-Ems, 1943)
- Bernhard Winter (Weser-Ems, 1943)
- Georg Kulenkampff (Weser-Ems, 1944)
- Werner Beumelburg (Westmarkgau, 1937)
- Albert Bauer (Westmarkgau, 1940)